# Comando Operacional Este
El Comando Operacional Este (Оперативне командування «Схід») es una formación de las Fuerzas Terrestres de Ucrania en el este de Ucrania. Su sede se encuentra actualmente en Dniéper.

## Historia
Cuando Ucrania se independizó de la Unión Soviética en 1991, había tres distritos militares soviéticos en su territorio. Estos fueron el Distrito Militar de Kiev, el Distrito Militar de Odesa y el Distrito Militar de los Cárpatos. En enero de 1998, se creó el Comando Operacional Sur a partir de la Región Militar de Odesa y la parte oriental de la Región Militar de Kiev. En 2005, se creó la Asociación Operacional del Sur a partir del Comando Operacional del Sur. En octubre de 2013, se creó el Comando Operacional Sur a partir de la Asociación Operativa del Sur. En enero de 2015, se estableció el Comando Operacional Este con control sobre las fuerzas en las provincias de Donetsk, Luhansk, Jarkóv, Dnipropetrovsk y Zaporizhzhia. Estas áreas estaban previamente controladas por el Comando de Operación Sur. El mando en ese momento estaba dirigido por el teniente general Serhii Naiev. Unidades bajo el control operativo de OC East estuvieron involucradas en la Guerra del Dombás.
Desde la invasión rusa de Ucrania en 2022, las unidades de CO Este han estado involucradas en intensos combates con las fuerzas rusas durante la Batalla del Dombás.